# O Porriño (Gerichtsbezirk)
Der Gerichtsbezirk O Porriño ist einer der 13 Gerichtsbezirke in der Provinz Pontevedra.
Der Bezirk umfasst 3 Gemeinden auf einer Fläche von 150,35 km² mit dem Hauptquartier in O Porriño.

## Gemeinden
| Gemeinde                 | Einwohner (2024) | Fläche km² | Dichte Einw./km² | Cod INE | Postleitzahl       |
| ------------------------ | ---------------- | ---------- | ---------------- | ------- | ------------------ |
| Mos                      | 15.152           | 53,21      | 285              | 36033   | 36311, 36415–36419 |
| O Porriño                | 20.711           | 61,22      | 338              | 36039   | 36400              |
| Salceda de Caselas       | 9.430            | 35,92      | 263              | 36049   | 36470              |
| Gerichtsbezirk O Porriño | 45.293           | 150,35     | 301              | –       | –                  |